# Anders (czołg)
Anders, poprzednio Goryl – niezrealizowany projekt polskiego czołgu podstawowego III generacji z lat 90. XX wieku. Kontynuacją Andersa był projekt PT-2001 „Gepard”.

## Historia
Pierwsze prace nad polskim czołgiem podstawowym III generacji rozpoczęto w OBRUM jeszcze w latach 80. XX wieku. Po przemianach ustrojowych, w roku 1991 wznowiono prace koncepcyjne i projektowe.
Produkcję planowano rozpocząć po 10 latach od daty podjęcia o uruchomieniu spr, tzn. wówczas, kiedy przestanie być opłacalna produkcja T-72M. Projekt początkowo wzbudził zainteresowanie wojska, jednakże z powodu wysokich, przewidywanych kosztów realizacji projektu (ok. 360 mln USD) oraz dużego kosztu jednostkowego (ok. 4,6 mln USD) zrezygnowano z Andersa.
Do koncepcji Andersa powrócono na początku XXI wieku, kiedy zaprezentowano koncepcję PT-2001 „Gepard”. PT-2001 podobnie, jak Anders nie wyszedł poza plany koncepcyjne.

## Opis konstrukcji
W latach 90. XX wieku powstały dwie koncepcje nowego czołgu. Pierwsza zakładała klasyczny układ czołgu z załogową wieżą, w której umieszczona miała być armata kal. 120 lub 125 mm ładowana automatycznie. Natomiast druga przewidywała zastosowanie bezzałogowej wieży z działem kal. 140 mm.
Według koncepcji z roku 1995 miał posiadać zawieszenie hydropneumatyczne lub na wałkach skrętnych. Napędzany miał być silnikiem wysokoprężnym RR Condor V12 o mocy ok. 1500 KM z automatyczną skrzynią biegów ESM/500 z 5 biegami do przodu i 2 do tyłu.
System kierowania ogniem miał składać się z panoramicznego dzienno-nocnego celownika dowódcy typu SFIM HL-70 (lub SAGEM VIGY-40) i dzienno-nocnego celownika działonowego ST72 (lub HL-60). Ponadto czołg miał posiadać system łączności i dowodzenia połączony z systemem nawigacji lokalnej i GPS.
Na bazie nowego czołgu III generacji miała powstać cała rodzina nowych wozów bojowych i wsparcia m.in.: samobieżne działo przeciwlotnicze, samobieżna wyrzutnia pocisków kierowanych, wóz zabezpieczenia technicznego, wóz drogowo-inżynieryjny oraz most czołgowy.